# Resolución 1941 del Consejo de Seguridad de las Naciones Unidas
La resolución 1941 del Consejo de Seguridad de las Naciones Unidas, aprobada por unanimidad el 29 de septiembre de 2010, acordó prorrogar el mandato de la Oficina Integrada de las Naciones Unidas para la Consolidación de la Paz en Sierra Leona (UNIPSIL) hasta el 15 de septiembre de 2011. El Consejo de Seguridad se reafirmó en las anteriores resoluciones sobre Sierra Leona, en especial en la resolución 1886 del 2009.

## Resolución

### Observaciones
El preámbulo de la resolución comenzó dando el beneplácito a la visita del Secretario General Ban Ki-moon a Sierra Leona y encomiando la labor de la UNIPSIL en el país africano. El Consejo acogió con beneplácito también el informe del Secretario General (S/2010/471) sobre la situación en Sierra Leona, aceptando su recomendación de prorrogar el mandato de la UNIPSIL un año más para seguir prestando ayuda al Gobierno de Sierra Leona con la vista puesta incluso en las elecciones generales planeadas para el 2012. En este sentido se reconoció la posibilidad de que se intensificaran las tensiones por las cercanías de los comicios, exhortando esfuerzos al gobierno y la comunidad internacional para lograr un ambiente propicio para la celebración de elecciones libres y limpias.
En la resolución 1941 el Consejo de Seguridad reconoció los esfuerzos realizados por el gobierno sierraleonés, otras fuerzas políticas y la Comisión de Consolidación de la Paz. También reiteró el reconocimiento de la labor realizada por el Tribunal Especial para Sierra Leona, haciendo hincapié en la necesidad de que el tribunal enjuiciara a Charles Taylor, Presidente de Liberia entre 1997 y 2003 y acusado de crímenes de guerra. 
El Consejo de Seguridad se reafirmó también en la resolución 1940 aprobada ese mismo día y a través de la cual quedaba levantadas todas las sanciones, incluido el embargo de armas, que pesaba sobre Sierra Leona desde 1998. El Consejo de Seguridad indicó también que la vigilancia de la circulación de armas pequeñas en la región correspondía a las autoridades gubernamentales conforme a lo establecido en la Convención de la Comunidad Económica de los Estados de África Occidental sobre armas pequeñas y armas ligeras de 2006.

### Acciones
El Consejo de Seguridad acordó prorrogar el mandato de la UNIPSIL hasta el 15 de septiembre de 2011, conservando las atribuciones indicadas en las resoluciones 1829 (2008) y 1886 (2009). Se indicó expresamente que se debían cumplir los objetivos centrados en:
i) Apoyo al gobierno para la preparación de las elecciones de 2012;
ii) Asistencia a las medidas de prevención y mitigación de conflictos, promoviendo el diálogo entre todos los interesados;
iii) Apoyo al gobierno para luchar el desempleo juvenil;
iv) Asistencia al gobierno para la consecución de una buena gobernanza, respeto al estado de derecho y los derechos humanos, la lucha contra el narcotráfico, la delincuencia organizada y la corrupción.
Se exhortó al Gobierno de Sierra Leona a luchar, con la ayuda de la UNIPSIL, contra dichos problemas y a que promoviese el respeto por los derechos humanos, aplicando para ello las recomendaciones de la Comisión de la Verdad y la Reconciliación. Se instó al gobierno a agilizar el proceso de unión y reconciliación nacional, indicando también que sobre él recaía la responsabilidad de mantener la paz, la seguridad y el desarrollo a largo plazo.
Finalmente, a través de la resolución 1941, el Consejo de Seguridad solicitó al Secretario General que presentara un informe cada seis meses sobre el progreso en la ejecución del mandato de la UNIPSIL. El Consejo indicó su decisión de seguir ocupándose de la cuestión de Sierra Leona en el futuro.